# Chrysopogon latifolius
Chrysopogon latifolius är en gräsart som beskrevs av Stanley Thatcher Blake. Chrysopogon latifolius ingår i släktet Chrysopogon och familjen gräs. Inga underarter finns listade i Catalogue of Life.